# Ianduba caxixe
Ianduba caxixe là một loài nhện trong họ Corinnidae.
Loài này thuộc chi Ianduba. Ianduba caxixe được miêu tả năm 1997 bởi Bonaldo.